# Crotta d’Adda
Crotta d’Adda – miejscowość i gmina we Włoszech, w regionie Lombardia, w prowincji Cremona.
Według danych na rok 2004 gminę zamieszkiwało 670 osób, 51,5 os./km².